# Gonioryctus bifarius
Gonioryctus bifarius är en skalbaggsart som beskrevs av Sharp 1908. Gonioryctus bifarius ingår i släktet Gonioryctus och familjen glansbaggar. Inga underarter finns listade i Catalogue of Life.